# Németlipcse
Németlipcse (szlovákul Partizánska Ľupča, korábban Nemecká Ľupča, németül: Deutschliptsch) község, egykori járási székhely Szlovákiában, a Zsolnai kerületben, a Liptószentmiklósi járásban. Szlovák nevét az 1945-ben itt folyt partizánharcok emlékére kapta.

## Fekvése
Liptószentmiklóstól 15 km-re nyugatra található.

## Története
Területe már a késő bronzkorban lakott volt.
A települést a korponai és selmeci szászok alapították a 13. század elején, akik a környező arany és ezüstbányákra kaptak szabadalmi jogot. 1252-ben IV. Béla adománylevelében említik először, melyben a szliácsi uradalmat a turóci premontrei kolostornak adja és melyben leírja az uradalom határait. Első kiváltságait 1270-ben kapta, amikor V. István király szabad bíróválasztási és ítélkezési, halászati, költözködési, bányászati, vásártartási jogot, valamint vámmentességet biztosít a település polgárainak. Szász őslakossága a századok során teljesen beolvadt a szlovákságba. A 14.-16. században a legjelentősebb liptói város lett. Kereskedői gyolccsal, posztóval szereztek hírnevet, fejlett kézműipara is volt.
A 18. század végén Vályi András így ír róla: „Német Lipcse. Tót mező Város Liptó Várm. földes ura a’ K. Kamara, lakosai katolikusok, és evangelikusok, fekszik Rozembergához 1 mértföldnyire. Ispotállya is vagyon, szántó földgye sovány, legelője elég, fája, piatzok helyben, a’ hol mindent el adhatnak.”
A 19. századra már nem tudott lépést tartani az ipari fejlődéssel és hanyatlásnak indult.
Fényes Elek 1851-ben kiadott geográfiai szótárában így ír a településről: „Német-Lipcse, (Nemecska-Lupka), tót m.-város Liptó vmegyében: 2161 evang., 6 zsidó lak. Kath. és evang. anyaszentegyházak. Ezen várost hajdan németek épitették, de márma mind eltótosodtak. Van gazdag vas- és piskolcz bányája. A régi arany- és ezüst-bányák elenyésztek. Evang. nemzeti oskola; jeles országos- és héti-vásárok. Lakosai közt sok timár találtatik; patakjában sok pisztrang bőséggel. Privilégiuma van. F. u. a kamara.”
1907-től a trianoni diktátumig Liptó vármegye Németlipcsei járásának székhelye volt.
A településhez tartozik a 13. században alapított Magurka bányatelep is, amely a központtól délre, az Alacsony-Tátra nyerge alatt, 1050 méteres tengerszint feletti magasságban található. Az aranybánya egész 1923-ig működött. 1928-ban 20 házában 75 ember lakott.

## Népessége
| Év:            | 1994. | 2004.   | 2014.   | 2024.   |
| -------------- | ----- | ------- | ------- | ------- |
| Emberek száma: | 1268  | 1242    | 1234    | 1299    |
| Eltérés:       |       | -2,05 % | -0,64 % | +5,26 % |

| Év:            | 2023. | 2024.   |
| -------------- | ----- | ------- |
| Emberek száma: | 1320  | 1299    |
| Eltérés:       |       | -1,59 % |

1910-ben 2176-an lakták, ebből 2071 szlovák, 68 magyar és 27 német anyanyelvű; illetve 1185 római katolikus, 918 evangélikus, 71 izraelita és 1-1 görög katolikus és református vallású volt.
2001-ben 1285 lakosából 1265 szlovák volt.
2011-ben 1236 lakosából 1204 szlovák.

## Neves személyek
- Innét származott Chalupka Sámuel (17. század) evangélikus lelkész és az árvai egyházmegye esperese.
- Itt született 1767-ben Adam Chalupka szlovák evangélikus lelkész, szakíró.
- Itt született 1869-ben Kheberich Márton szepesi segédpüspök.
- Itt hunyt el 1629-ben Duchon Flórián evangélikus lelkész.
- Itt hunyt el 1708-ban Kereskényi András, Liptó vármegyei alispán, követ.
- Itt tanult Xylander István (1572-1619) evangélikus püspök, szuperintendens.
- Itt tanult Lovich Ádám (1760-1831), a Bányai evangélikus egyházkerület püspöke 1815-től haláláig.
- Itt szolgált Palugyay Imre (1780-1858) nyitrai püspök, egyházi író.

## Nevezetességei

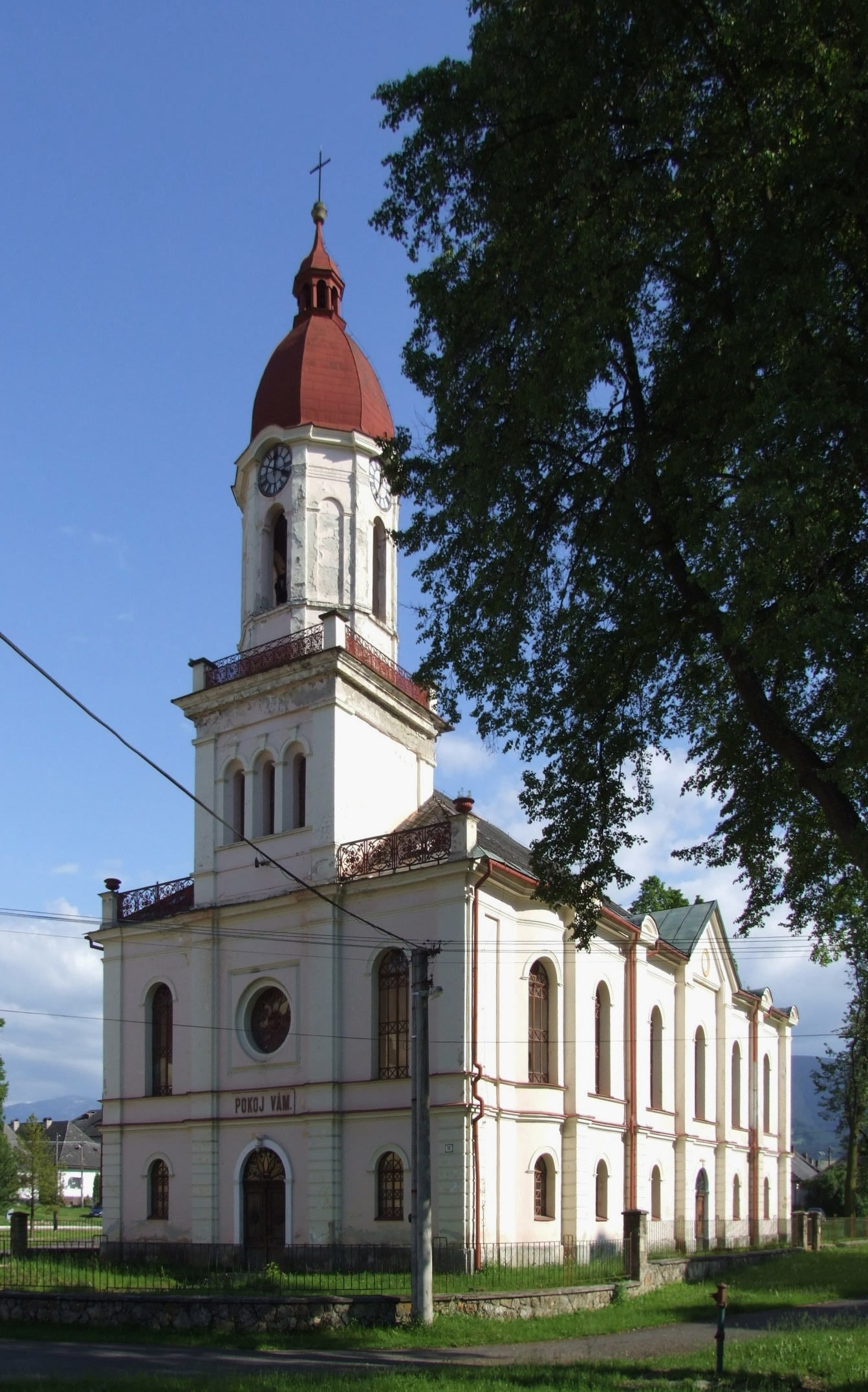
Evangélikus templom

- Központi terén áll erődített fallal körülvett, 13.-14. századi Szent Máté evangélistának szentelt római katolikus temploma, melynek szárnyas oltára 1495-ben készült. Ez ma a Szlovák Nemzeti Galériában látható. A templomot a 14. és 15. században reneszánsz stílusban építették át és bővítették, a 16. században fallal erősítették meg.
- Hétfájdalmú Szűzanya temploma a temetőben áll, 1263-ban építették, a 17. században reneszánsz stílusban bővítették, majd a 18.-19. században barokk stílusban átépítették.
- Neoklasszicista evangélikus temploma 1887-ben épült a korábbi, 1783-ból való templom helyén.
- A katolikus plébánia épülete 17. századi.
- 17. századi kúria.
- Vendéglő a 17. századból.
- 14. századi reneszánsz lakóházak.

## Külső hivatkozások
- Hivatalos oldal
- Az Alacsony-Tátra oldalán
- Községinfó
- Németlipcse Szlovákia térképén
- E-obce.sk Archiválva 2008. január 30-i dátummal a Wayback Machine-ben